# Салтак-Корем
 Салтак-Корем  — деревня в Медведевском районе Республики Марий Эл. Входит в состав Пекшиксолинского сельского поселения.

## География
Находится на расстоянии приблизительно 4 км по прямой на северо-запад от северо-западной окраины города Йошкар-Ола.

## История
Известна с 1902 года как околоток, где проживали 129 человек. Он был основан переселенцами из деревень Малая Ошурга, Большая Ошурга и Лапсола. В 1914—1917 гг. количество населения составляло 197 человек, в 1923 году было 37 дворов, проживали 217 человек. В советское время работали колхоз «Ленинец» и совхоз «Пригородный».

## Население
Население составляло 88 человек (мари 88 %) в 2002 году, 94 в 2010.

## Известные  уроженцы
Соколов Данил Петрович (1908—2000) — марийский советский спортсмен и педагог. Первый мастер спорта СССР по лыжным гонкам из Марий Эл. Преподаватель Марийского педагогического института имени Н. К. Крупской (1939―1968). Заслуженный работник культуры Марийской АССР (1967). Участник Великой Отечественной войны.